# 克萊爾·沃里克
克萊爾·沃里克（英語：Clare Warwick，1987年5月18日—）是一名出生於澳大利亞澳大利亞首都領地的壘球選手，司職游擊手，目前效力於國家職業快速壘球聯盟澳大利亞胡椒。她曾隨隊參加2012年、2014年世界女子壘球錦標賽，結果獲得銅牌。